# Jombok (Ngoro)
Jombok is een bestuurslaag in het regentschap Jombang van de provincie Oost-Java, Indonesië. Jombok telt 4193 inwoners (volkstelling 2010).